# Sibori
A sibori (しぼり / 絞り) egy VIII. századi tradicionális japán textilfestési technika, melynek lényege, hogy különböző eljárásokkal (például a kötözés) az anyagok egyes részein taszítva a festéket, mintákat hozhatunk létre.

## Elnevezése
A japán sibori kifejezés reália, avagy más népek, népcsoportok kultúrájában nem található meg. Emiatt sem az angolban, sem a magyarban nincs rá megfelelő kifejezésünk. Maga a szó a japán siboru (絞る, しぼる) ige szótövéből származik, melynek jelentése csavarni, szorítani, nyomni.

## Története
Japánban az első ismert sibori technikával festett ruhadarab a VIII. századból való, melyet Sómu császár (聖武天皇 Sómu-tennó) a narai Tódaidzsi (東大寺 Tódaiji) templomnak adományozott.
A XX. századig nem sok anyag és festék volt széleskörűen használatban Japánban. A legfőbb anyagok a selyem, a kenderből készült vászon, a len, majd később a pamut voltak. A legelterjedtebb festék az indigó, illetve kisebb mértékben a festő buzér és a cékla voltak.
A siboriban, illetve más textilfestő művészetekben is használják ezeket az anyagokat és festékeket.

## Technikák
A sibori számtalan technikát foglal magában (például miura, kumo, nui, kanoko, arasi, itadzsime, ne-maki), egy azonban mindegyikben közös, az pedig a kötözés. Az anyagokat hajtogatják, csavarják, vasalják, de minden esetben elkötik valamivel, így adják ki a mintákat, ezek száma pedig gyakorlatilag végtelen. Mindegyik módszer célja egy adott minta elérése, ám szintén hivatottak arra, hogy a használt anyagokkal harmóniát alkossanak. Az tehát, hogy a siboriban milyen technikát szeretnénk eszközölni, nem csak a vágyott mintától, hanem a befestendő anyag tulajdonságaitól is függ. Ezen felül, a különböző festési módszerek kombinálhatóak is egymással - még kidolgozottabb, bonyolultabb, részletesebb minták elérése érdekében.  

### Kanoko sibori (鹿の子絞り)
A kanoko sibori az a technika, amely nyugaton batikolásként ismeretes. A minták eléréséhez az anyag egyes részeit elkötik. A tradicionális siboriban a kötözésekhez fonalat használnak. A minták az alapján alakulnak, hogy milyen szorosan, illetve a szövet mely részén kötik el az anyagot. Ha a matériát véletlenszerű helyeket kötik el, a végeredmény körkörös mintákban nyilvánul meg. Ha az anyagot először összehajtják, majd megkötik, körkörös mintázatot kapnak, a hajtogatástól függően. 

### Miura sibori (豊後絞り)
A miura sibori technikát hurkolt kötözésnek is hívják. Szükséges hozzá egy horgolótű, mellyel az anyagot kisebb darabokban elkötik. A fonalat kétszer hurkolják körbe minden egyes szakaszon. A fonalat nem csomózzák; egyedül a feszülés az, ami a helyükön tartja az anyag elkötözött részeit. Az így megfestett matéria vízszerű mintát eredményez. Mivel nem csomózásos technika, a miura sibori könnyen köthető és kibontható. Emiatt ez a kivitelezési mód nagyon gyakran használatos. 

### Kumo sibori (蜘蛛絞り)
A kumo sibori olyan módszer, melyben az anyagot rakják és kötözik – így ellenállva a festéknek a nem kívánt helyeken. Ebben a technikában a szövetet nagyon finoman és egyenletesen kell berakni, majd szoros szakaszokban kötözni. Az eredmény egy nagyon különleges pókszerű forma. Ez a festési módszer nagyon precíz kialakítást igényel. 

### Nui sibori (縫い絞り)
A nui sibori tulajdonképpen fűzött sibori. Egyszerű futó öltésekkel végigmennek a matérián, majd szorosan összehúzzák az egyik végén az anyagot. A fonalat nagyon szorosan kell meghúzni a minta elérése érdekében, emiatt gyakran használnak fából készült ékeket, azért, hogy elég szorosra húzhassák a fonalakat. Minden egyes fonal végére gondosan csomót kötnek, mielőtt festékbe mártják. Ez a technika lehetővé teszi a nagyobb mértékű szabályozhatóságot illetve a változatos mintákat, ám hátránya, hogy igen időigényes.

### Arasi sibori (嵐絞り)
Az arasi sibori lényege abban áll, hogy egy anyagdarabot két szélén összevarrva egy csőre húznak, a cső egyik oldalán fonállal rögzítik és a szövetet feltűrik (összepréselik). Másik módja, ha az anyagot (varrás nélkül) egy csőre helyezik, majd szorosan számtalanszor körbekötözik, s ezután feltűrik. Végeredménynek egy rakott anyagot kapunk átlós (leginkább csíkozott) mintával. Az arasi (嵐 - あらし) japánul vihart jelent. A minták mindig átlósan helyezkednek el a szöveteken, amely a zápor és az erős vihar érzetét kelti. 

### Itadzsime sibori (板締め絞り)
Az itadzsime sibori olyan technika, melynek alapja a festék taszítása különböző formák létrehozása érdekében. Tradicionálisan, a matériát két fadarab közé fogják, melyeket egy madzag, vagy fonál tart a helyükön. A korszerűbb textilművészek közül némelyik a formákat akrilból vagy plexiüvegből vágja ki és C-satukkal tartja össze azokat. A formák megakadályozzák a festéket abban, hogy az anyag azon részeire folyjanak, melyeket a minták eléréséért lefednek.

### Ne-maki sibori (根巻き絞り)
A ne-maki sibori technikában kisebb tárgyakat helyezünk az anyagra, majd azokat körbefogva elkötjük az anyagot. Egyszerű és gyors, ezért is népszerű.

## További irodalom
- Pepa Martin - Karen Davis Shibori - japán textilfestés. Fordította: Hajgató Sára. Budapest, CSER Kiadó, 2016. ISBN 978-963-278-436-6
- Mandy Southan Shibori Designs & Techniques. Tunbridge Wells, United Kingdom, Search Press Ltd, 2009. ISBN 978-1-84448-269-6
- Vivien Prideaux A Handbook of Indigo Dyeing. Tunbridge Wells, United Kingdom, Search Press Ltd, 2012. ISBN 978-1-84448-767-7
- Jane Callender Stitched Shibori : Technique, Innovation, Pattern, Design. Tunbridge Wells, United Kingdom, Search Press Ltd, 2017. ISBN 978-1-78221-141-9
- Andrew Galli - Yoshiko Iwamoto Wada Arimatsu, Narumi shibori celebrating 400 years of Japanese artisan design. (DVD) Produced by Arimatsu Shibori Mutsumi-kai (Japan), Studio Galli Productions (USA) Fremont, Calif. 2007 ISBN 9780978920142

## Fordítás
- Ez a szócikk részben vagy egészben  a   Shibori című angol Wikipédia-szócikk fordításán alapul.  Az eredeti cikk szerkesztőit annak laptörténete sorolja fel. Ez a jelzés csupán a megfogalmazás eredetét és a szerzői jogokat jelzi, nem szolgál a cikkben szereplő információk forrásmegjelöléseként.